# Hygrophorus segregatus
Hygrophorus segregatus är en svampart som beskrevs av E. Horak 1990. Hygrophorus segregatus ingår i släktet Hygrophorus och familjen Hygrophoraceae.   Inga underarter finns listade i Catalogue of Life.